# Cribrihammus
Cribrihammus is een kevergeslacht uit de familie van de boktorren (Cerambycidae). De wetenschappelijke naam van het geslacht werd voor het eerst geldig gepubliceerd in 1959 door Dillon & Dillon.

## Soorten
Cribrihammus omvat de volgende soorten:
- Cribrihammus granulosus Dillon & Dillon, 1959
- Cribrihammus rugosus Dillon & Dillon, 1959